# Adrien Truffert
Adrien Lilian Gaetan Truffert (ur. 20 listopada 2001 w Liège) – francuski piłkarz, grający na pozycji obrońcy we francuskim klubie Stade Rennais oraz reprezentacji Francji. Srebrny medalista  Letnich Igrzysk Olimpijskich 2024 w Paryżu.